# Herbert Fiedler
Herbert Fiedler (Leipzig, 17 september 1891 - Amsterdam, 27 februari 1962) was een Duits-Nederlands schilder. Eigenlijk heette hij Otto Herbert Fiedler, maar de eerste naam werd door hem nooit gebruikt. Zijn vader was procuratiehouder bij een uitgeverij.

## Studietijd
Dankzij de financiële steun van zijn broer Wilhelm, die stadsarchitect was in Colmar, kon Herbert Fiedler rond 1910 gaan studeren aan de Königliche Kunstakademie in Dresden. Hij studeerde daar van 1910-1912 en leerde er Kurt Büchner (1884-ca. 1915) en George Grosz (1893-1959) kennen, een begin van een duurzame vriendschap. De vriendschap met Büchner werd abrupt beëindigd daar Büchner in de Eerste Wereldoorlog sneuvelde. De lessen aan de Kunstakademie waren nog in de klassieke traditie en daarom vertrok Fiedler in maart 1912 naar Berlijn. George Grosz had zich in januari van dat jaar al in deze stad gevestigd. Berlijn was voor beide schilders een inspirerende omgeving. Met name de stadsrandzone werd het terrein waar Fiedler en Grosz hun onderwerpen zochten.
Fiedler werd in de Berlijnse kunstenaarswereld geïntroduceerd door Waldemar Rösler (1882-1916), bestuurslid van de Berliner Sezession. Zo maakte Fiedler ook kennis met Max Beckmann (1884-1950) die hij later in Amsterdam weer zou ontmoeten. Omdat het huurcontract van zijn woning in de Lichtenfelderstrasze in april 1913 afliep, besloot Fiedler de rest van de door zijn broer betaalde studietijd door te brengen in Parijs. Vlak voor zijn vertrek werd zijn schilderij ‘Die Ruhenden Arbeiteiter geaccepteerd voor de voorjaarstentoonstelling van de Berliner Sezession.
Ook in Parijs trok Fiedler graag naar de periferie van de stad om motieven voor zijn schilderijen te vinden. Hij sloot er vriendschap met de graficus Otto Schoff (1888-1938). In de zomer van 1913 verbleef ook Grosz enkele maanden in Parijs. Fiedler en Grosz tekenden in de beroemde Académie Colarossi. Fiedler vond Hedwig Jaenichen-Woermann (1867-1960) bereid hem voor een periode van een à twee jaar financieel te steunen. Hij kreeg van haar ook een atelier tot zijn beschikking, maar het uitbreken van de Eerste Wereldoorlog gooide roet in het eten. Met slechts enkele van zijn schilderijen verliet Fiedler op 31 juli 1914 Parijs. Hij werd terug in Berlijn opgeroepen voor de militaire dienst en naar het oostfront gezonden. In januari 1916 kwam hij gewond terug in Berlijn.

## Berlijn 1916-1934
Met enkele onderbrekingen verbleef Fiedler van 1916-1934 in Berlijn. Hij hield zijn hoofd boven water met administratieve baantjes. Van 1924-1926 werkte hij als decoratieschilder in de studio’s van de UFA-filmmaatschappij. Hij bleef in zijn vrije tijd schilderen: “De schilderijen uit die tijd geven blijk van een heel persoonlijke stijl, met prachtige kleuren en een duidelijk zichtbare penseelstreek. Zijn onderwerpen kwamen goed uit de verf, terwijl hij de details bewust veronachtzaamde” (Beatrice von Bormann, 2001, p. 19).
In 1926 nam hij ontslag bij de UFA. Hij nam genoegen met een werkloosheidsuitkering om zich geheel aan het schilderen te kunnen wijden. Hij maakte een studiereis naar Zuid-Italië, het begin van een zeer creatieve periode. In de eerste maanden van 1931 verbleef hij weer in Parijs, waar hij zijn vrouw Amrey Balsiger (1909-1999) leerde kennen; het jaar erop voegde zij zich bij hem in Berlijn. Het vermogen van de familie Balsiger verloste het paar voorlopig van de financiële problemen. Het verblijf in Parijs was belangrijk geweest voor Fiedler: “Parijs had Fiedler de nodige inspiratie gegeven. Van de talrijke schilderijen die hij in zijn ‘catalogus’ noemde, zijn er maar een paar te traceren, maar uit die weinige blijkt duidelijk dat zijn stijl vrij en zekerder was geworden, terwijl hij tegelijkertijd met compositie en perspectief experimenteerde” (Beatrice von Bormann, 2001, p. 21). In 1932 exposeerde hij bij Galerie Gurlitt waar met name zijn ‘steenschilderstukken’ aandacht trokken. Het steenschilderen had hij ontwikkeld samen met de beeldhouwer Kurt Radtke. Het kan worden omschreven als een fresco-achtige techniek waarbij gekleurd, fijngewreven marmer op een cementondergrond wordt aangebracht.
Herbert Fiedler en zijn vrouw Amrey wensten niet in Duitsland te blijven toen Adolf Hitler in 1933 aan de macht kwam. Fiedler vernietigde zijn dagboeken en Amrey, die een Zwitsers paspoort had, liet de schilderijen op haar naam zetten. Fiedler ging met 'vakantie' naar Nederland.

## Laren 1934-1940
Na een korte periode in Amsterdam te hebben gewoond, verhuisden Fiedler en Amrey Balsiger naar het kunstenaarsdorp Laren. Ze leefden van de inkomsten uit Canadese beleggingen van Amrey. Fiedler schilderde landschappen, boeren en dorpstaferelen. Amrey Balsiger schilderde ook. Hun stijlen verschilden duidelijk: “Fiedler hield van grote, ongebroken kleurvlakken, maar Amrey gaf de voorkeur aan een samenspel van vele kleurschakeringen’’ (Beatrice von Bormann, 2001, p. 22).
Herbert Fiedler en Amrey Balsiger trouwden in 1938. In 1939 werd hun dochter Sabine geboren. Amrey kwam daarna nauwelijks meer tot schilderen. Fiedler tekende en schilderde in die periode een groot aantal portretten van moeder en kind.

## Amsterdam 1940-1962
Kort na de Duitse bezetting werd het Larense huis van de Fiedlers gevorderd door de Duitsgezinde burgemeester van Laren. Het gezin vond een nieuw onderkomen in Amsterdam. Anders dan in Laren onderhield Fiedler levendige contacten met andere Nederlandse schilders en emigranten. Op voorspraak van Jan Wiegers werd Fiedler lid van de kunstenaarsgroep De Onafhankelijken. In 1941 trof hij Max Beckmann weer in Amsterdam. Ze ontmoetten elkaar regelmatig, niet thuis maar in cafés, meestal café Americain op het Leidseplein.
In 1942 verslechterde de financiële situatie van Fiedler dramatisch. Door de Canadese betrokkenheid bij de Tweede Wereldoorlog werden de Canadese aandelen van Amrey Fiedler verbeurd verklaard. Schilderijen verkocht Fiedler nauwelijks, ondanks de positieve kritieken. Hij vond uiteindelijk werk bij het informatiebureau van de Wehrmacht in het Centraal Station. In 1944 werd hij opgeroepen voor militaire dienst en onder andere gestationeerd in Rotterdam en Alphen aan den Rijn. Hoewel hij zich als Duitser niet hoefde aan te sluiten bij de Kultuurkamer, werd zijn werk wel door de Duitsers bekritiseerd. In de Nederlandse SS-krant De Storm werd de spot gedreven met zijn schilderijen.
Na de bevrijding werd Fiedler gearresteerd en opgesloten in een interneringskamp in Hilversum. Na petities van Amsterdamse kunstschilders werd hij weer vrijgelaten, maar hij kreeg wel een expositieverbod omdat hij tijdens de oorlog als lid van De Onafhankelijken had geëxposeerd. Dit werd door het Militair Gezag ten onrechte geïnterpreteerd als een vorm van lidmaatschap van de Kultuurkamer. De eerste jaren na de Tweede Wereldoorlog waren in meerdere opzichten zwaar. Er waren nauwelijks inkomsten (de Canadese aandelen bleven nog lang geblokkeerd), zodat Fiedler afhankelijk was van materiële ondersteuning van derden waaronder George Grosz en zijn broer Heinrich Fiedler.
In 1947 had Fiedler weer een solo-tentoonstelling. Herbert en Amrey Fiedler sloten zich aan bij de kunstenaarsgroep De Realisten, opgericht door Theo Kurpershoek, Hans van Norden en Nicolaas Wijnberg. Deze groep propageerde de figuratieve schilderkunst in een periode waarin de experimenteel abstracte stromingen sterk in de belangstelling stonden (bijvoorbeeld het werk van de Cobra-groep). Fiedler verwierp overigens gedetailleerde vormen. Hij gebruikte graag grove materialen (jute, de grove kant van spaanplaat en grove penselen). Eindeloos konden schilderijen worden bewerkt alsof ze nooit af kwamen. Hij hield voor zichzelf ‘schilderijenparades’, waarbij schilderijen die hij op dat moment onder handen had, naast elkaar werden gezet en werden bijgewerkt. Hij was steeds op zoek naar de ‘bondigste, kortste en eenvoudigste vorm’, zoals hij op 7 mei 1942 in zijn dagboek noteerde.
Toen Fiedler zeventig jaar werd, was er veel aandacht voor hem in de pers. Een jaar later zou hij op uitnodiging van Willem Sandberg een grote overzichtstentoonstelling krijgen in het Stedelijk Museum, maar tijdens de voorbereidingen werd hij op 17 februari 1962 getroffen door een hartaanval. De geplande tentoonstelling werd zo een in memoriam.

## Werk in openbare collecties (selectie)
- Rijksmuseum Amsterdam[1]

1. ↑  Objecten in het Rijksmuseum. Gearchiveerd op 28 juli 2023.